# Jákó
Jákó è un comune dell'Ungheria di 649 abitanti situata nella contea di Somogy, nell'Ungheria centro-occidentale.